# Věra Růžičková
Věra Růžičková (Brno, 1928. augusztus 10. – Brno, 2018. november 24.) olimpiai bajnok cseh tornász.

## Pályafutása
Az 1948-as londoni olimpián aranyérmet szerzett csapat tagja volt. Társai Zdeňka Honsová, Marie Kovářová, Miloslava Misáková, Milena Müllerová, Olga Šilhánová, Božena Srncová és Zdeňka Veřmiřovská voltak.

## Sikerei, díjai
- Olimpiai játékok
  - aranyérmes: 1948, London – csapat